# 城南街道 (新余市)
城南街道是中国江西省新余市渝水区下辖的一个街道。
街道办事处地处新余市城南地区，位于新余市中心繁华地区，辖21个居委会，3个村委会，22个村民小组，20多个企事业单位。